# آنگرن آندر مارش
آنگرن آندر مارش (به آلمانی: Angern an der March) یک منطقهٔ مسکونی در اتریش است که در ناحیه گنزرندورف واقع شده‌است. آنگرن آندر مارش ۳٬۱۷۶ نفر جمعیت دارد.